# Théophile Marie Brébant
Théophile Marie Brébant (Plésidy, 24 maggio 1889 – Guingamp, 20 febbraio 1965) è stato un militare francese.

## Biografia
Egli prestò servizio nell'esercito francese dal 23 luglio 1908.
Durante la prima guerra mondiale prese parte alla prima battaglia della Marna ed alla battaglia di Verdun, venendo ferito gravemente il 16 giugno 1915 combattendo col 48º reggimento di fanteria di linea.
Dopo la guerra, venne nominato Capitano il 15 marzo 1923 venendo destinato in Marocco dal 10 luglio 1925 ed affiliato alla Legione Straniera ottenendo il comando del 1º reggimento straniero e poi del 3°. Il 21 settembre 1929 fece rientro in Francia ed ottenne di essere integrato nel 41º reggimento di fanteria di stanza a Rennes ove ottenne il comando della 6ª compagnia.
Nel periodo intermedio tra le due guerre, dal 13 gennaio 1934 ottenne il comando di alcune fortificazioni sulla Linea Maginot a Le Mans e venne integrato nel 146º reggimento di fanteria.
Entrato nel 117º reggimento di fanteria, durante la seconda guerra mondiale, prese parte alla battaglia di Francia e fu quindi prigioniero dei tedeschi nell'Oflag IV-D (Hoyeswerda, Alta Slesia). Liberato nel 1940, terminò la propria carriera all'interno dell'esercito e venne messo dapprima in riserva e poi a riposo.